# Neviglie
Neviglie (Nevije in piemontese) è un comune italiano di 355 abitanti della provincia di Cuneo in Piemonte.

## Società

### Evoluzione demografica
Abitanti censiti

## Amministrazione
Di seguito è presentata una tabella relativa alle amministrazioni che si sono succedute in questo comune.
| Periodo        | Periodo        | Primo cittadino  | Partito                                  | Carica  | Note  |
| -------------- | -------------- | ---------------- | ---------------------------------------- | ------- | ----- |
| 6 giugno 1985  | 25 giugno 1990 | Luciano Giordano | lista civica                             | Sindaco | [ 5 ] |
| 25 giugno 1990 | 24 aprile 1995 | Silvano Picollo  | lista civica                             | Sindaco | [ 5 ] |
| 24 aprile 1995 | 14 giugno 1999 | Silvano Picollo  | tendenti partito popolare italiano       | Sindaco | [ 5 ] |
| 14 giugno 1999 | 14 giugno 2004 | Valter Bera      | lista civica                             | Sindaco | [ 5 ] |
| 14 giugno 2004 | 8 giugno 2009  | Roberto Sarotto  | lista civica                             | Sindaco | [ 5 ] |
| 8 giugno 2009  | 26 maggio 2014 | Roberto Sarotto  | lista civica                             | Sindaco | [ 5 ] |
| 24 maggio 2014 | 26 maggio 2019 | Roberto Sarotto  | lista civica: collaborazione e progresso | Sindaco | [ 5 ] |
| 26 maggio 2019 | 9 giugno 2024  | Corrado Benotto  | lista civica: collaborazione e progresso | Sindaco | [ 5 ] |
| 9 giugno 2024  | in carica      | Corrado Benotto  | lista civica: collaborazione e progresso | Sindaco | [ 5 ] |